# Ferula sugatensis
Ferula sugatensis là một loài thực vật có hoa trong họ Hoa tán. Loài này được Bajtenov mô tả khoa học đầu tiên năm 1970.